# 로웻섬

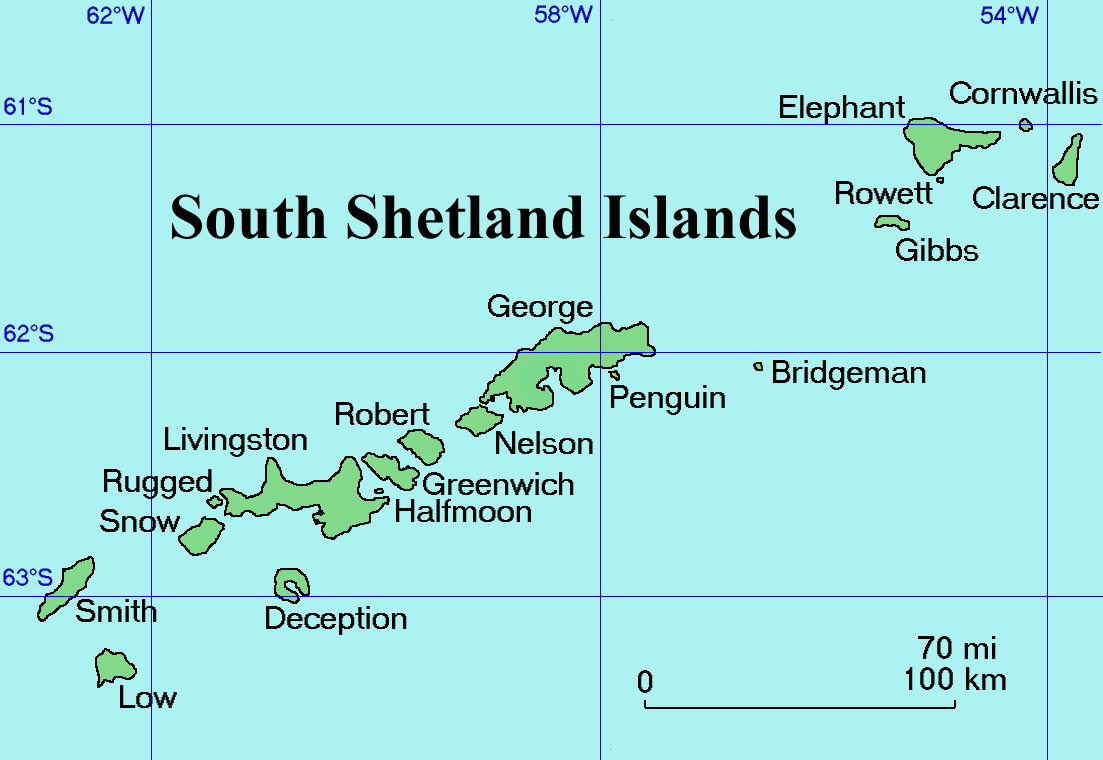
사우스셰틀랜드 제도

로웻섬(영어: Rowett Island)은 사우스셰틀랜드 제도의 엘리펀트섬, 케이프 룩아웃 바로 옆에 있는 0.5마일 (0.8km) 길이 의 바위 섬이다. 로웻섬은 1822년에 미국과 영국 바다표범 사냥꾼들에게 알려졌다. 로웻섬은 어니스트 섀클턴 휘하의 영국 탐험대(1921-1922)의 수석 후원자인 존 퀼러 로웻의 이름을 따서 명명되었다.

## 같이 보기
- 남극의 영유권 주장 목록